# Bejići
Bejići (en cyrillique : Бејићи) est un village de Bosnie-Herzégovine. Il est situé dans la municipalité d'Usora, dans le canton de Zenica-Doboj et dans la fédération de Bosnie-et-Herzégovine. Selon les premiers résultats du recensement bosnien de 2013, il compte 239 habitants.
Avant la guerre de Bosnie-Herzégovine, le village faisait partie de la municipalité de Tešanj. Avant 1991, il était rattaché à la localité d'Omanjska ; depuis 1991, il est recensé comme une entité administrative à part entière.

## Démographie

### Évolution historique de la population dans la localité
| 1948 | 1953 | 1961 | 1971 | 1981 | 1991 | 2013 |
| ---- | ---- | ---- | ---- | ---- | ---- | ---- |
| -    | -    | -    | -    | -    | 424  | 239  |

|  |